# Кауро
Кауро (фр. Cauro, корс. Cavru) — коммуна во Франции, находится в регионе Корсика. Департамент коммуны — Южная Корсика. Входит в состав кантона Тараво-Орнано. Округ коммуны — Аяччо.
Код INSEE коммуны — 2A085.

## Население
Население коммуны на 2008 год составляло 1289 человек.
| 1962 | 1968 | 1975 | 1982 | 1990 | 1999 | 2008 |
| ---- | ---- | ---- | ---- | ---- | ---- | ---- |
| 543  | 559  | 563  | 595  | 849  | 1060 | 1289 |

## Экономика
В 2007 году среди 827 человек в трудоспособном возрасте (15—64 лет) 588 были экономически активными, 239 — неактивными (показатель активности — 71,1 %, в 1999 году было 68,2 %). Из 588 активных работало 537 человек (286 мужчин и 251 женщина), безработных было 51 (20 мужчин и 31 женщина). Среди 239 неактивных 80 человек были учениками или студентами, 60 — пенсионерами, 99 были неактивными по другим причинам.
В 2008 году в коммуне насчитывалось 511 облагаемых налогом домохозяйств, в которых проживали 1289 человек, медиана доходов составляла 20 194 евро на одного человека.